# KNDS Deutschland
 (juin 2020).
Si vous disposez d'ouvrages ou d'articles de référence ou si vous connaissez des sites web de qualité traitant du thème abordé ici, merci de compléter l'article en donnant les références utiles à sa vérifiabilité et en les liant à la section « Notes et références ».
KNDS Deutschland, ancienement Krauss-Maffei Wegmann, est une filiale du groupe franco-allemand KNDS. Elle est issue de la fusion en 1999 de la division défense de Krauss-Maffei et de Wegmann. Elle produit de nombreux véhicules militaires. 
Krauss-Maffei Wegmann a fusionné en 2015 avec le français Nexter pour former le groupe européen KNDS.

## Historique - depuis la Seconde Guerre mondiale
La production sera vite orientée vers la production de masse pour la Seconde Guerre mondiale, que ce soit pour les locomotives, l'armement ou les véhicules. Au sortir de la Guerre la fabrication de locomotives sera interdite et il faudra attendre la conversion vers les locomotives électriques modernes de la Deutsche Bahn pour qu'en 1950 il soit fait état de la livraison par la société de 600 machines.
La société a connu un essor important dans les années 1960-1970 avec le programme de char lourd Leopard 1 et Leopard II.
Le groupe Krauss-Maffei est progressivement racheté par Mannesmann entre 1989 et 1996.
En 1999, une écrasante majorité des bénéfices du groupe Mannesmann provient de sa division télécommunication. Il décide donc de se recentrer sur cette activité et ne garde en annexe que son activité historique dans les tubes sans soudure (qui sera ensuite absorbée par Salzgitter AG et Technip).
Les anciennes divisions de KraussMaffei retrouvent leur indépendance :
- La branche spécialisée dans la machine d'extrusion plastique/caoutchouc (re)devient KraussMaffei Group.
- La branche spécialisée dans les véhicules terrestres militaires fusionne avec Wegmann & Co. (en) pour devenir Krauss-Maffei Wegmann.
- Les activités ferroviaires sont rachetées par Siemens.

Logo avant la fusion dans KNDS

## Fusion avec Nexter
En juillet 2014, un processus de fusion est engagé entre Krauss-Maffei Wegmann et Nexter, après plusieurs années de rumeurs sur le sujet. Le projet de rapprochement, dénommé « KANT », en discussion depuis février 2006 avant son officialisation l'été 2014, est né de la nécessité de mieux harmoniser les blindés des différents pays de l'Union européenne, dont les caractéristiques différentes compliquent les interventions communes. Le 29 juillet 2015, le processus de fusion entre Nexter et Krauss-Maffei Wegmann (KMW) a été officiellement signé à Paris, pour créer un nouvel ensemble de 6 000 employés et 1,7 milliard d'euros, contrôlé à 50 % par l'État français et à 50 % par la famille Bode-Wegmann.
Le 15 décembre 2015 la fusion entre Nexter et KMW est finalisée, la nouvelle société commune, baptisée provisoirement Honosthor, est située aux Pays-Bas. Lors du salon Eurosatory 2016, qui se tient tous les deux ans au parc des expositions de Paris Villepinte, le nom final du nouveau groupe commun a été dévoilé, il s'agit de KNDS qui signifie Krauss-Maffei Nexter Defense Systems.
La marque KNDS remplace la marque KMW en juin 2023. En avril 2024, la filiale KMW est officiellement renommée KNDS Deutschland, en même temps que Nexter devient KNDS France.

## Produits

### Pôle systèmes

#### Véhicules de transport de troupes
L'entreprise conçoit et produit des véhicules tout-terrain protégés pour les armées allemandes et étrangères :
- ATF Dingo 1/2

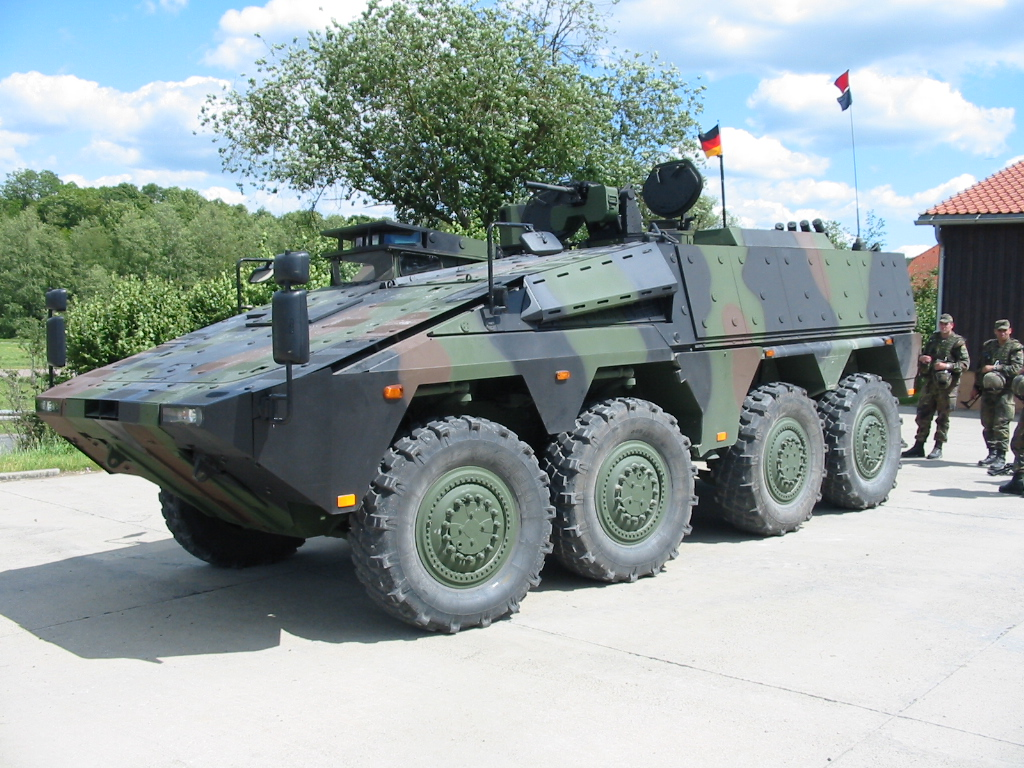
Boxer
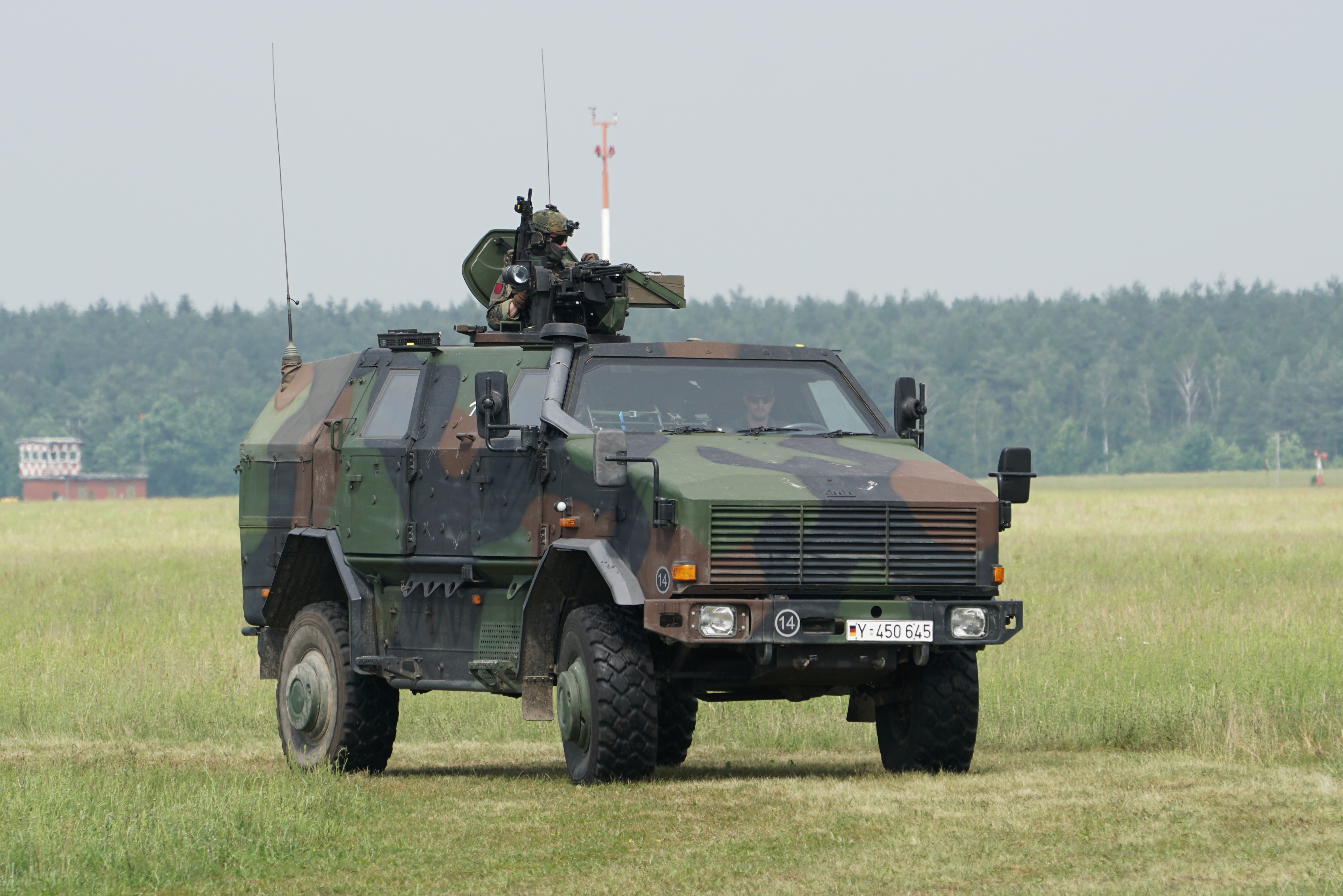
GFF 4
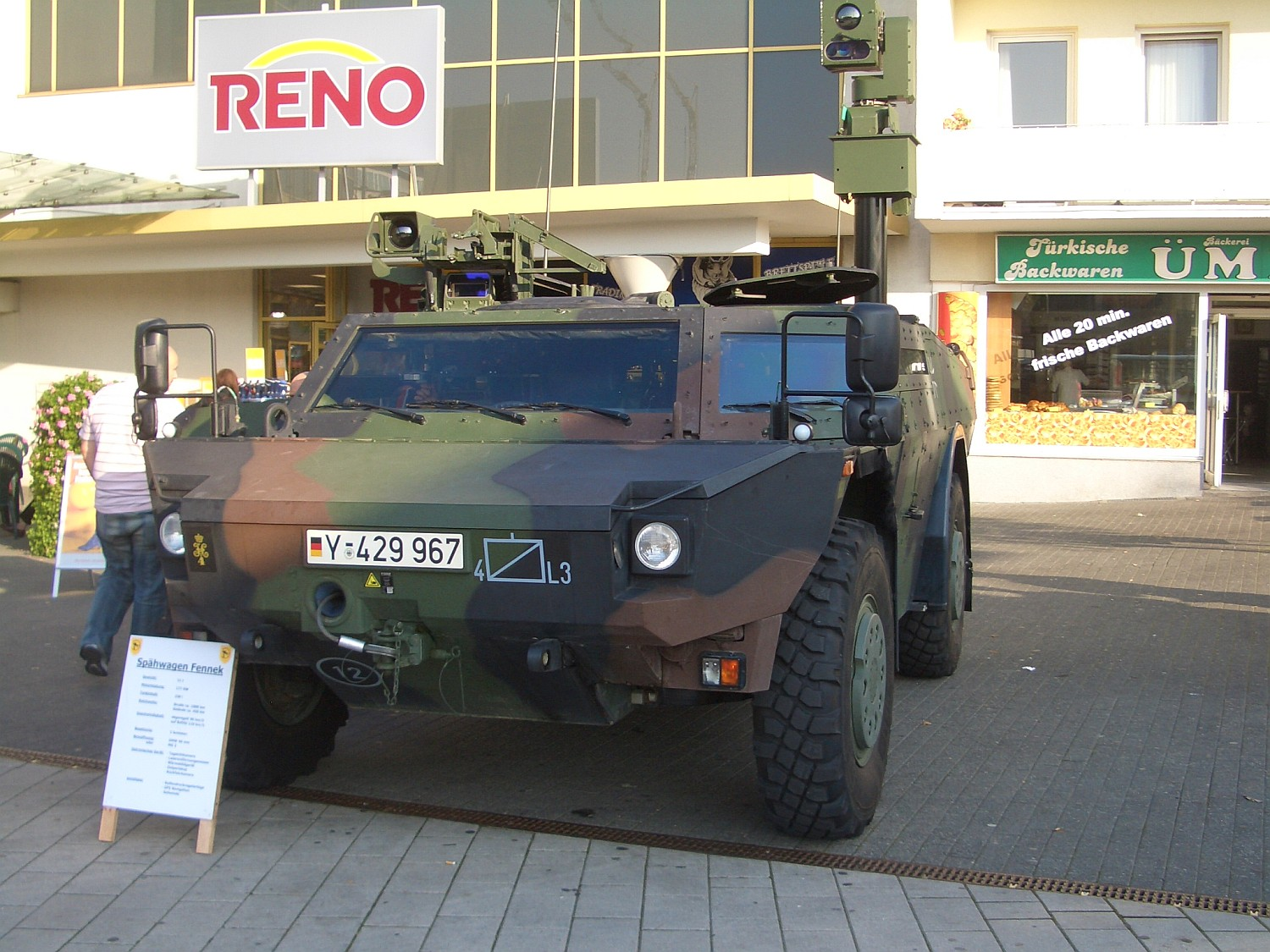
Fennek
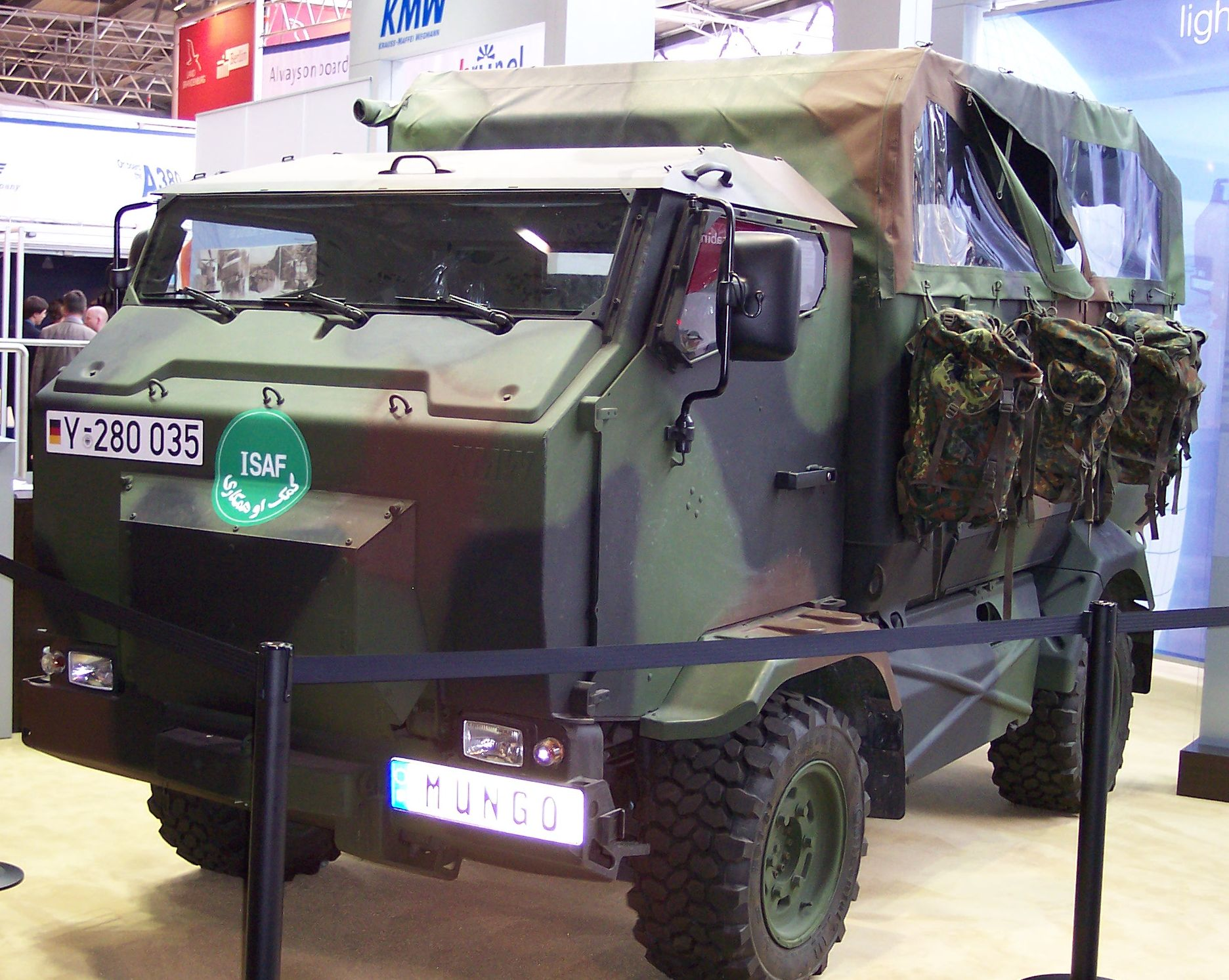
Mungo
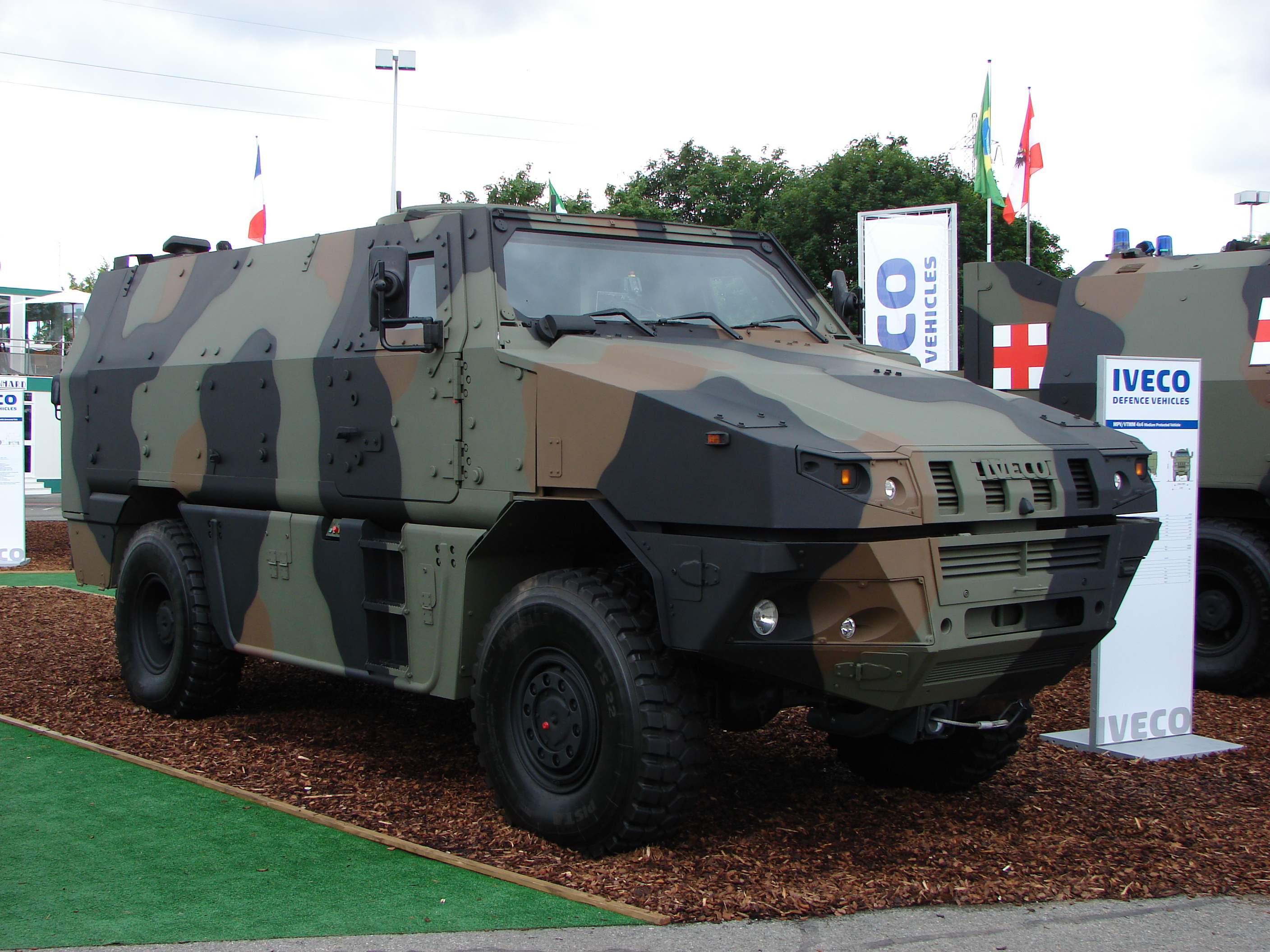
GFF 4 (2012)

- Terrier
- AMPV

- Boxer
- DINGO
- Fennek
- Mungo
- GFF 4 (2012)

#### Chars de combat
- Leopard 1
- Leopard 2

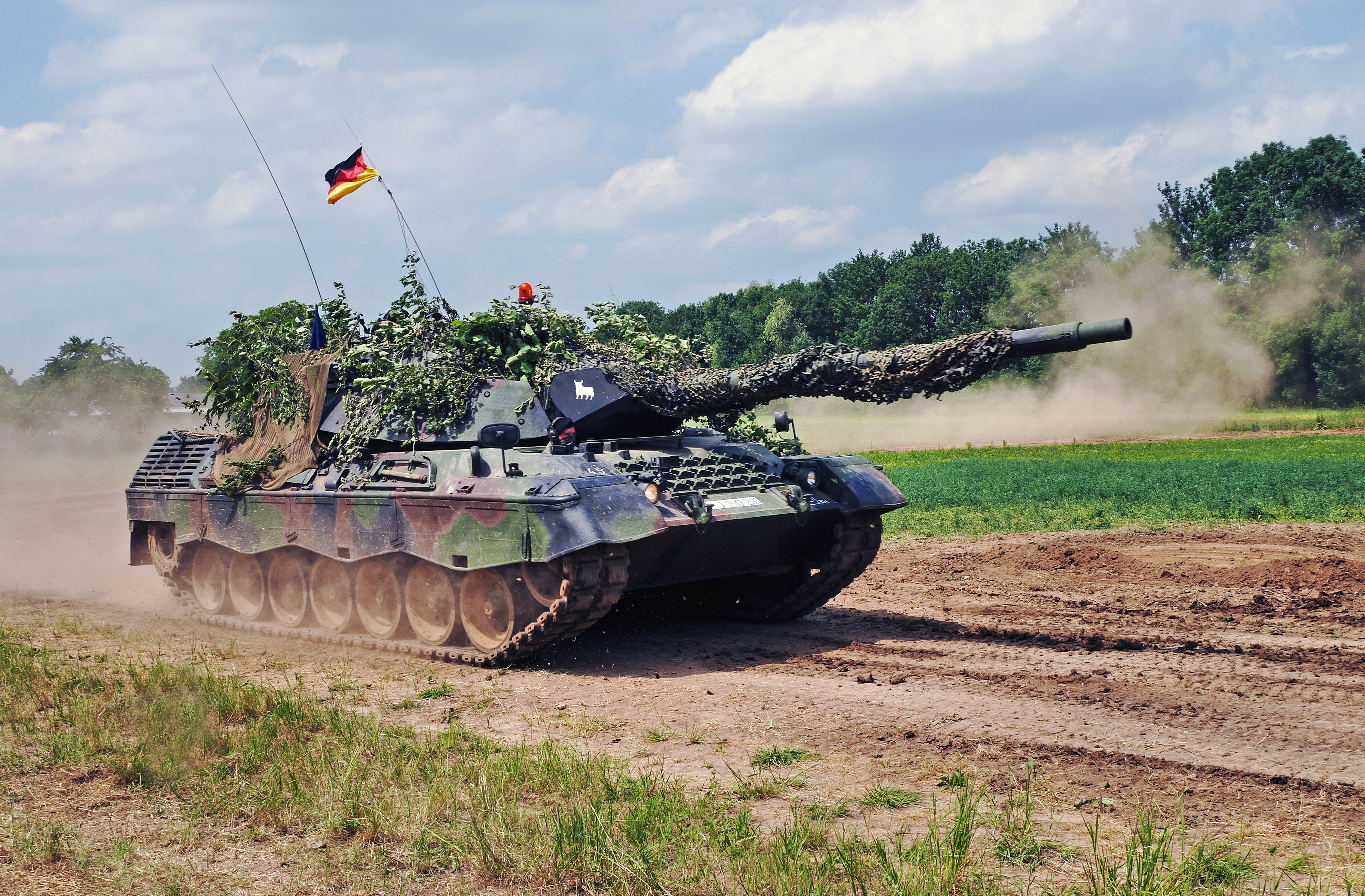
Leopard 1A5
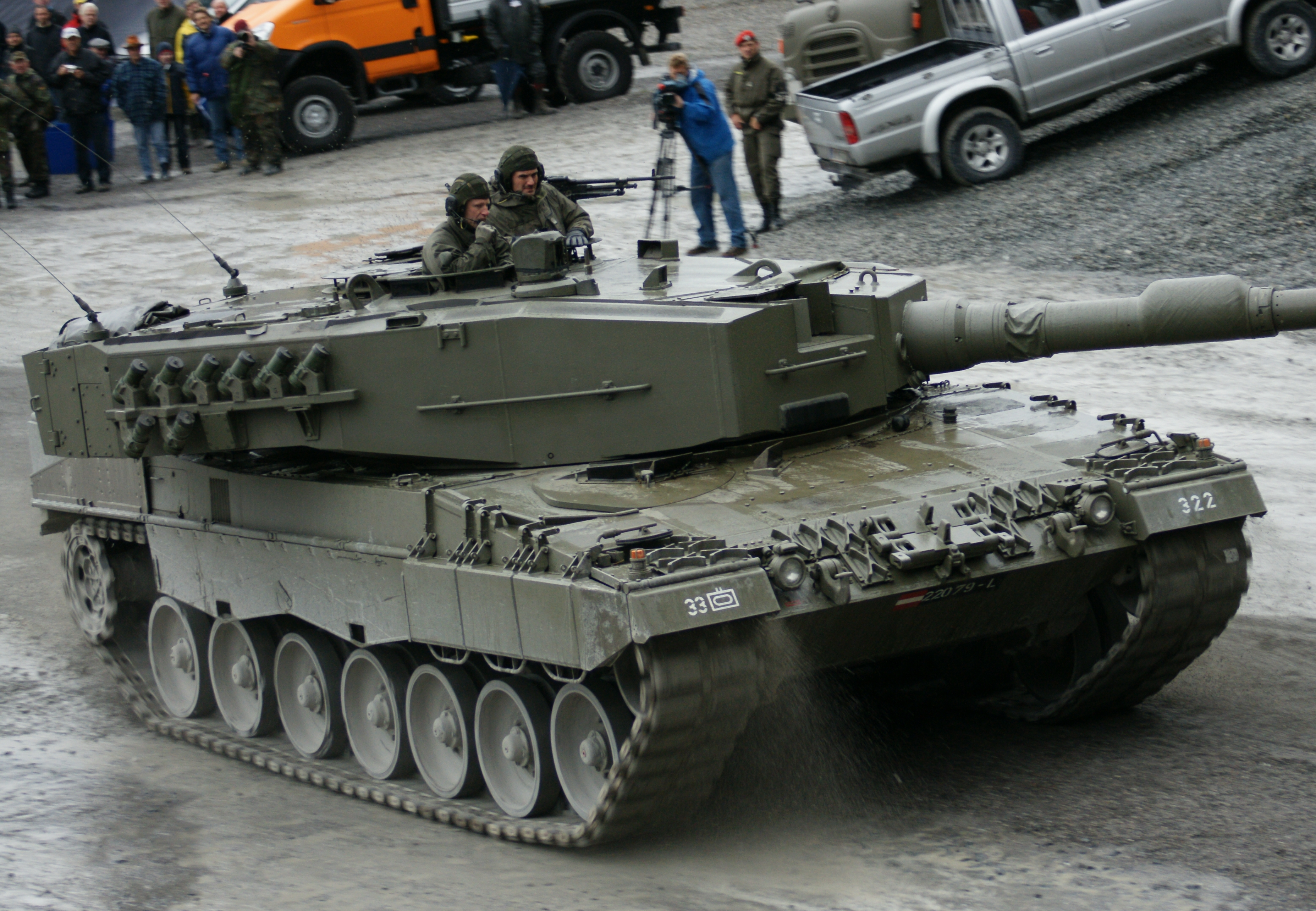
Leopard 2A4
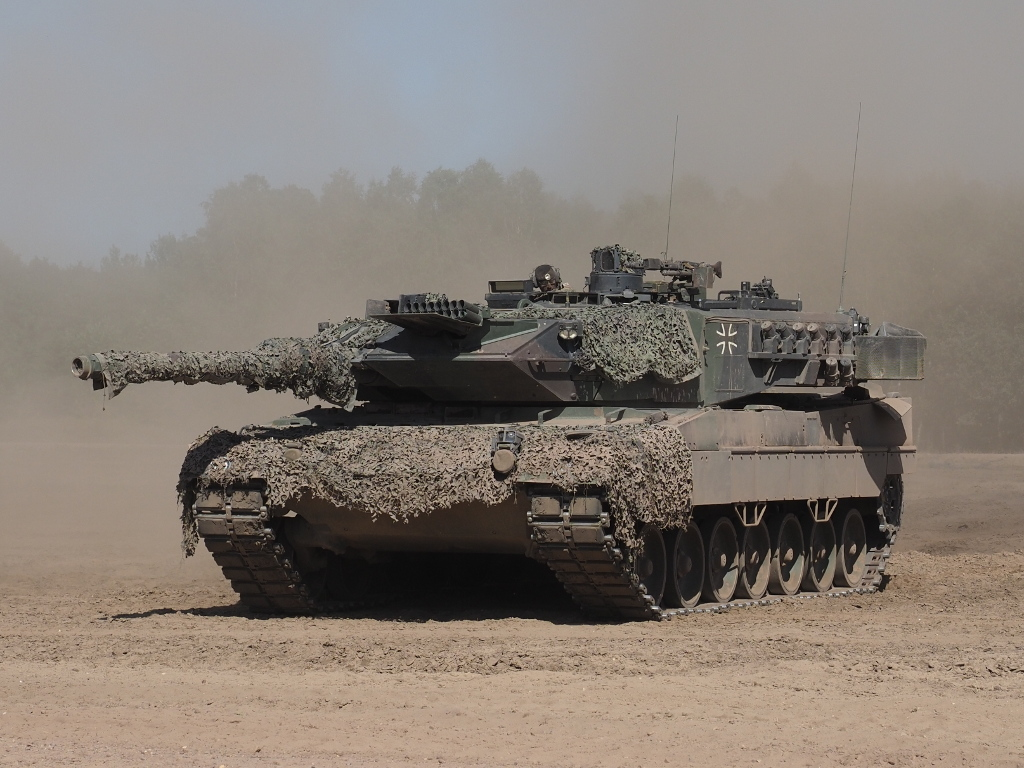
Leopard 2A5
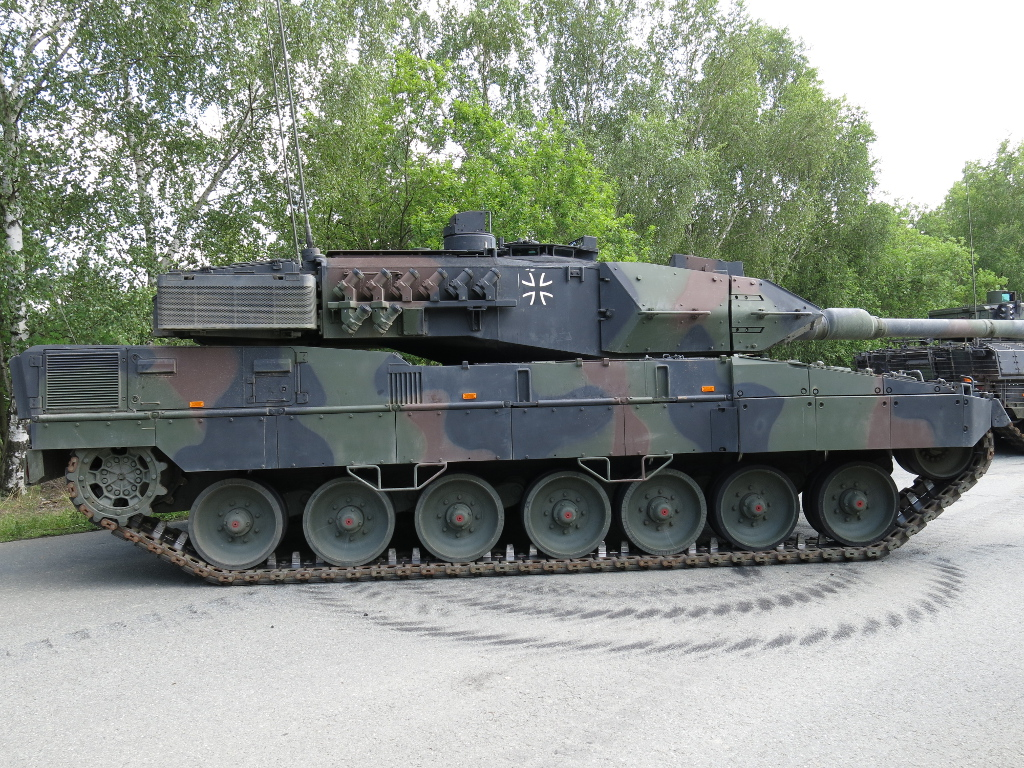
Leopard 2A7

#### véhicule blindé de combat d'infanterie

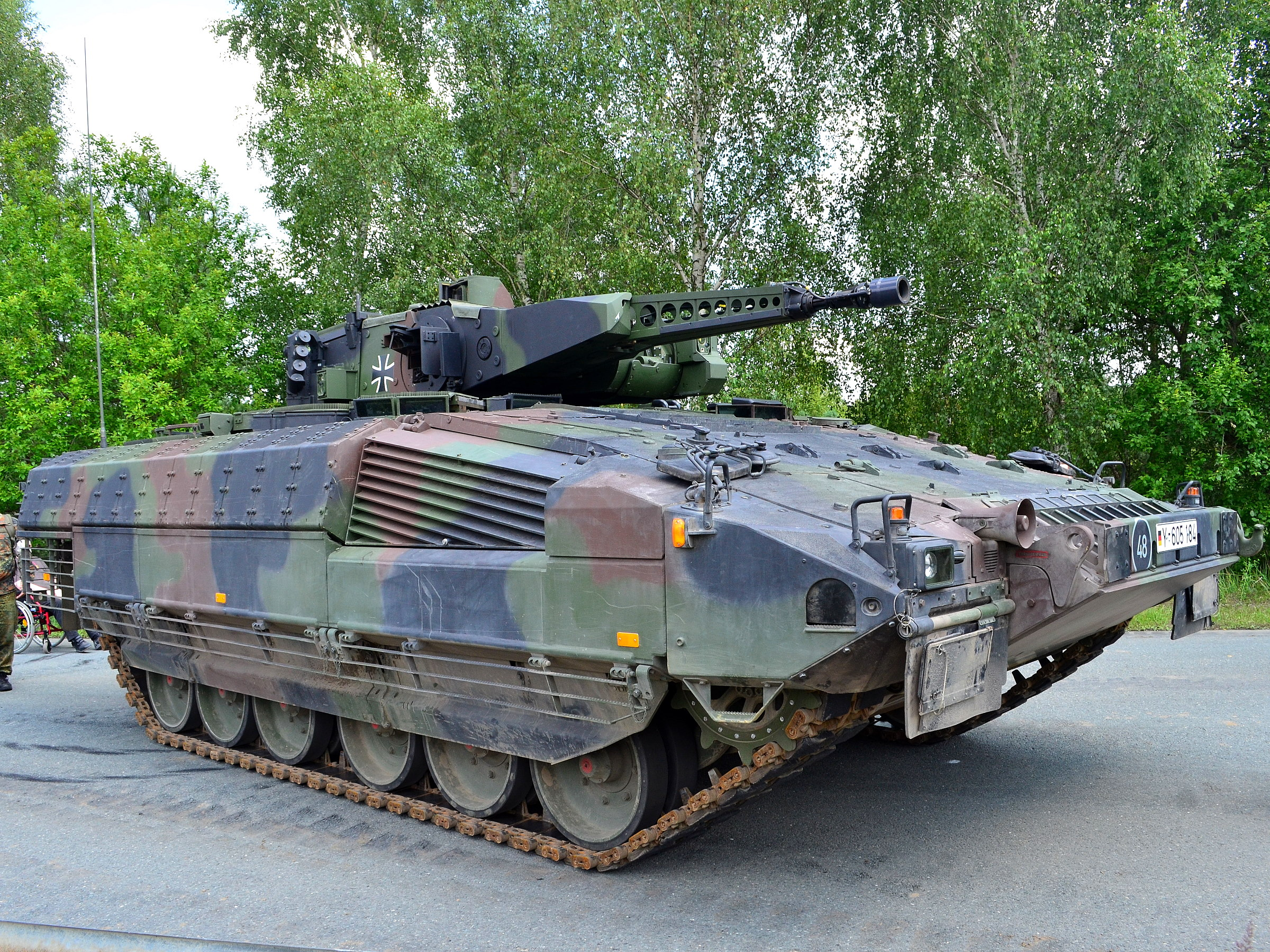
Puma

- Puma

#### Systèmes d'artillerie
- PZH 2000
- MARS II
- DONAR
- RCH 155
- AGM
- Gepard

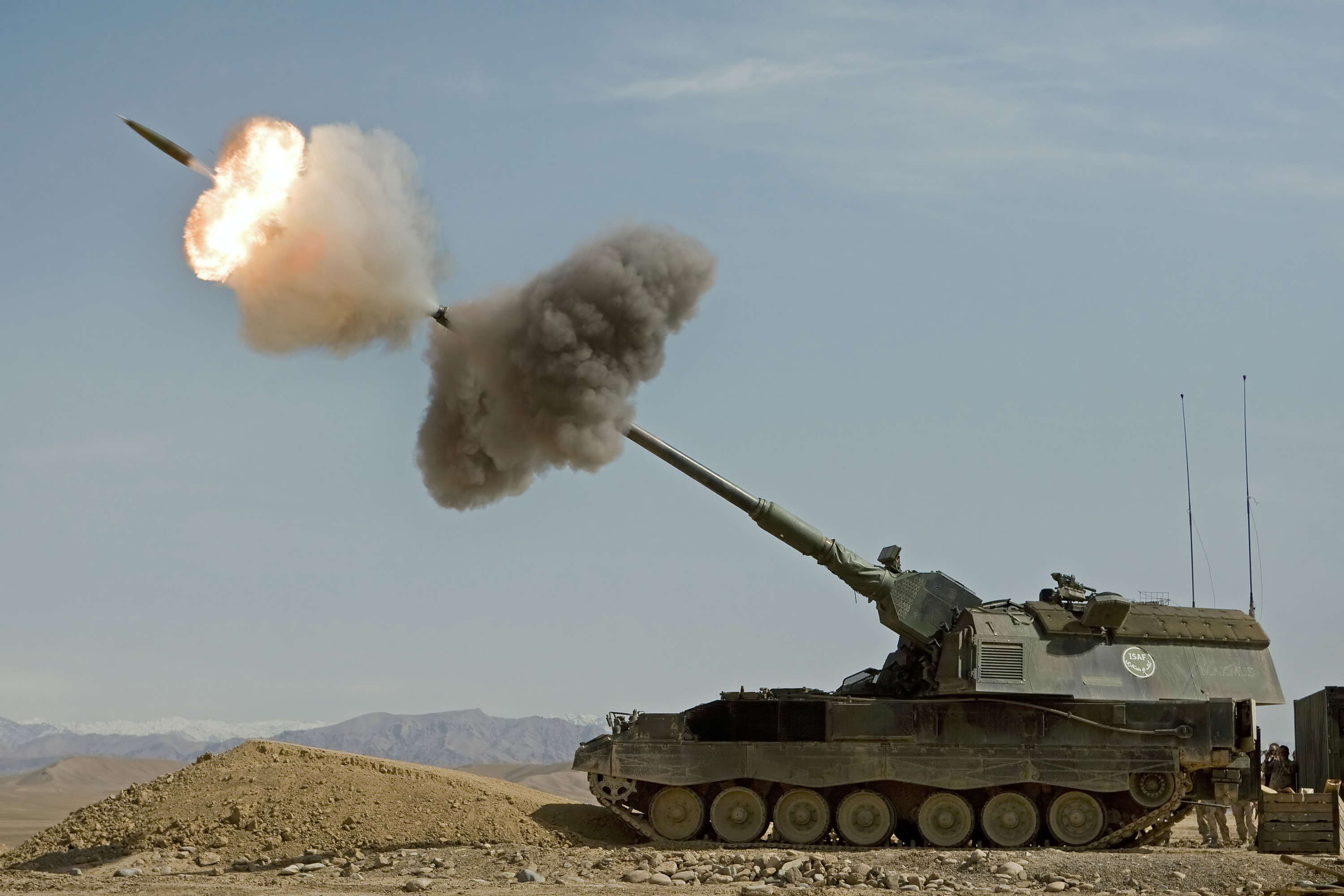
Pzh 2000
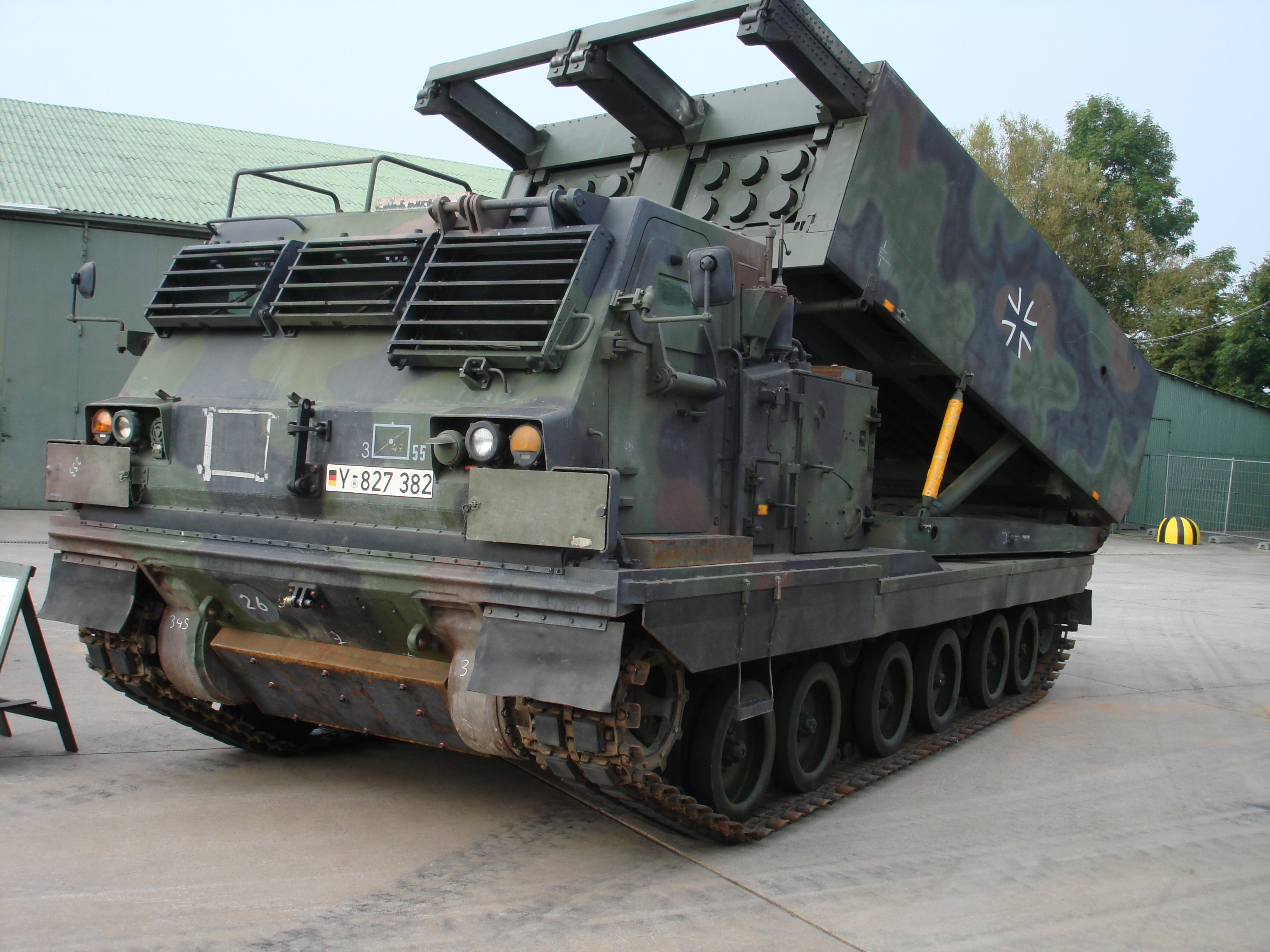
Mars II
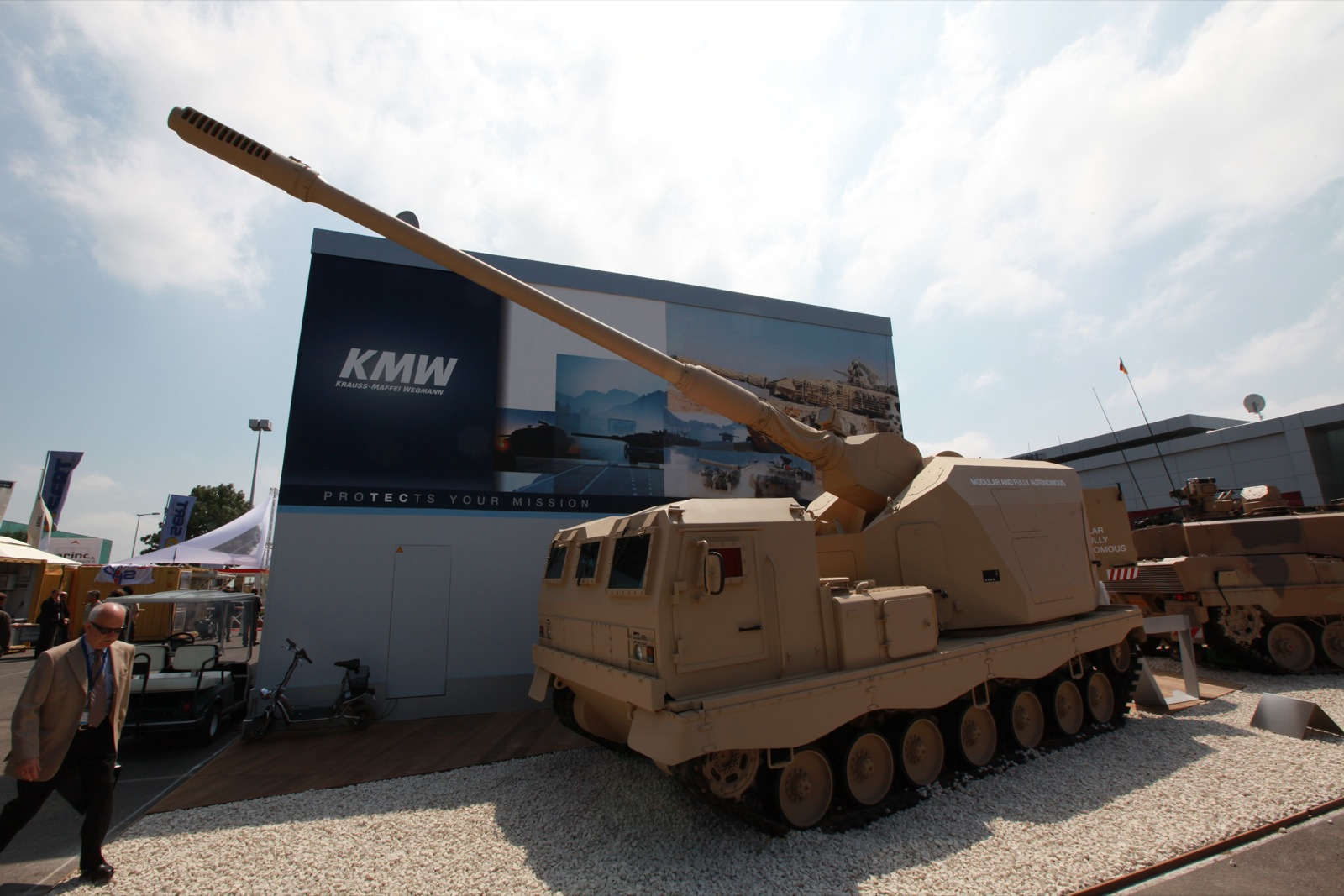
Donar
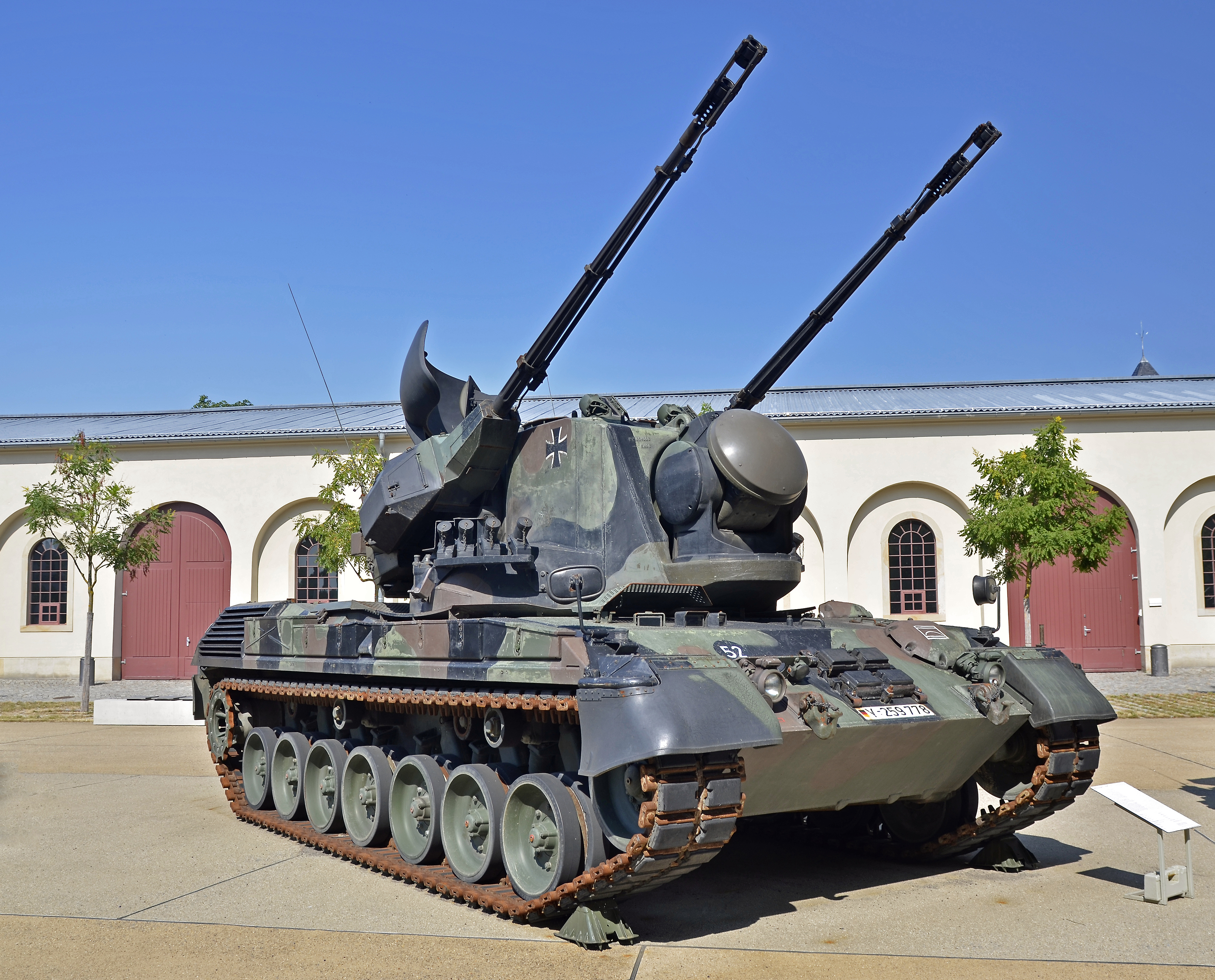
Gepard

#### Systèmes de moyen calibre
- FLW 100
- FLW 200
- MNLS
- NLS

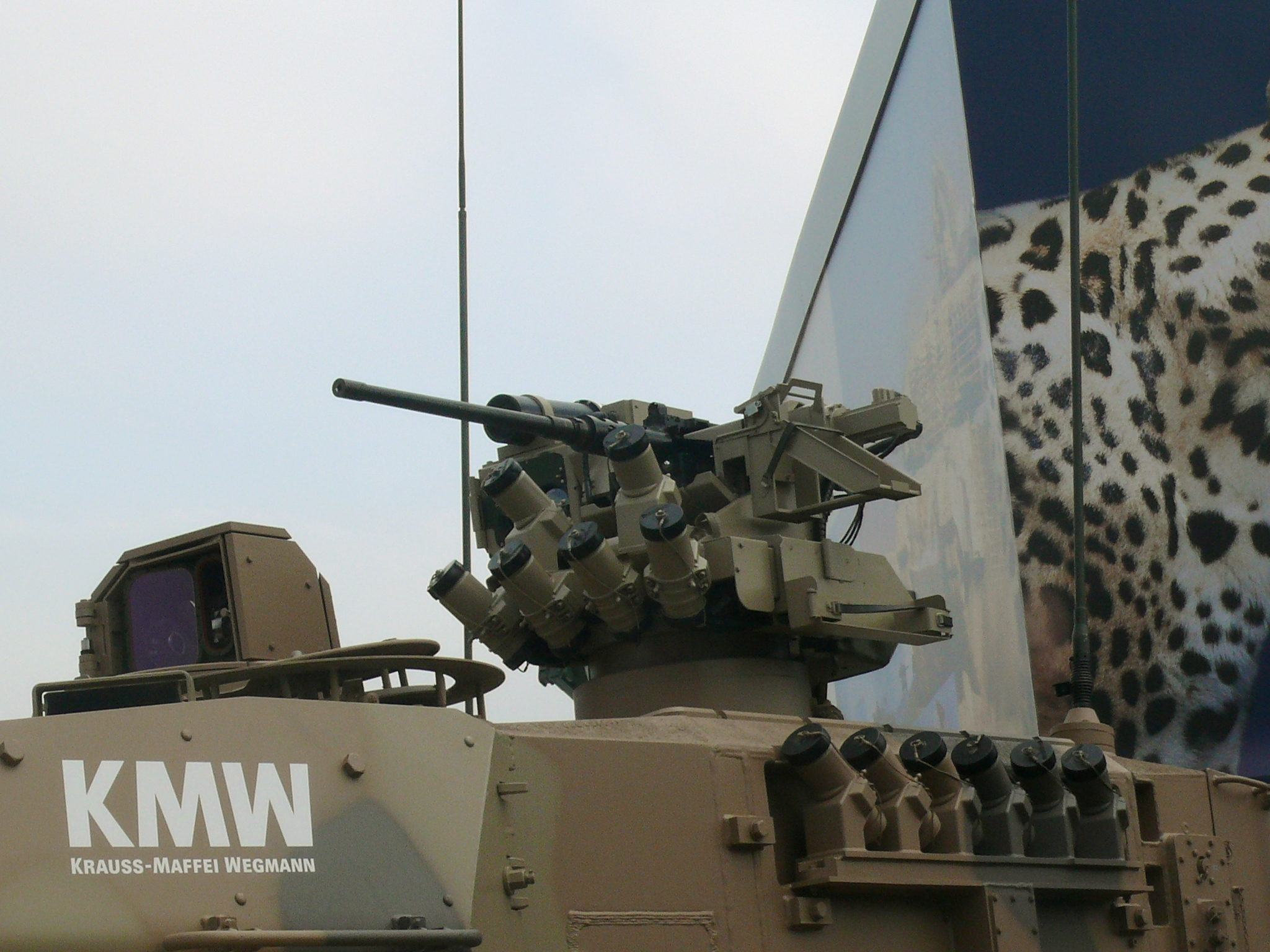
FLW 200 - Browning M2 sur le Leopard 2A7+
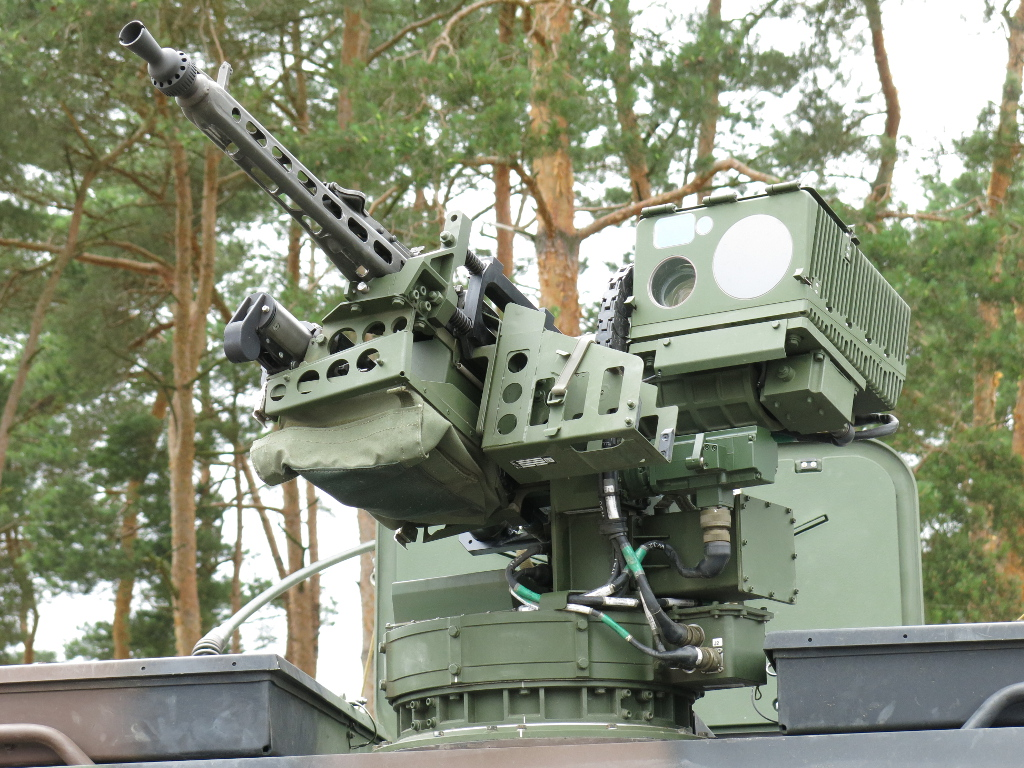
FLW100 avec MG3
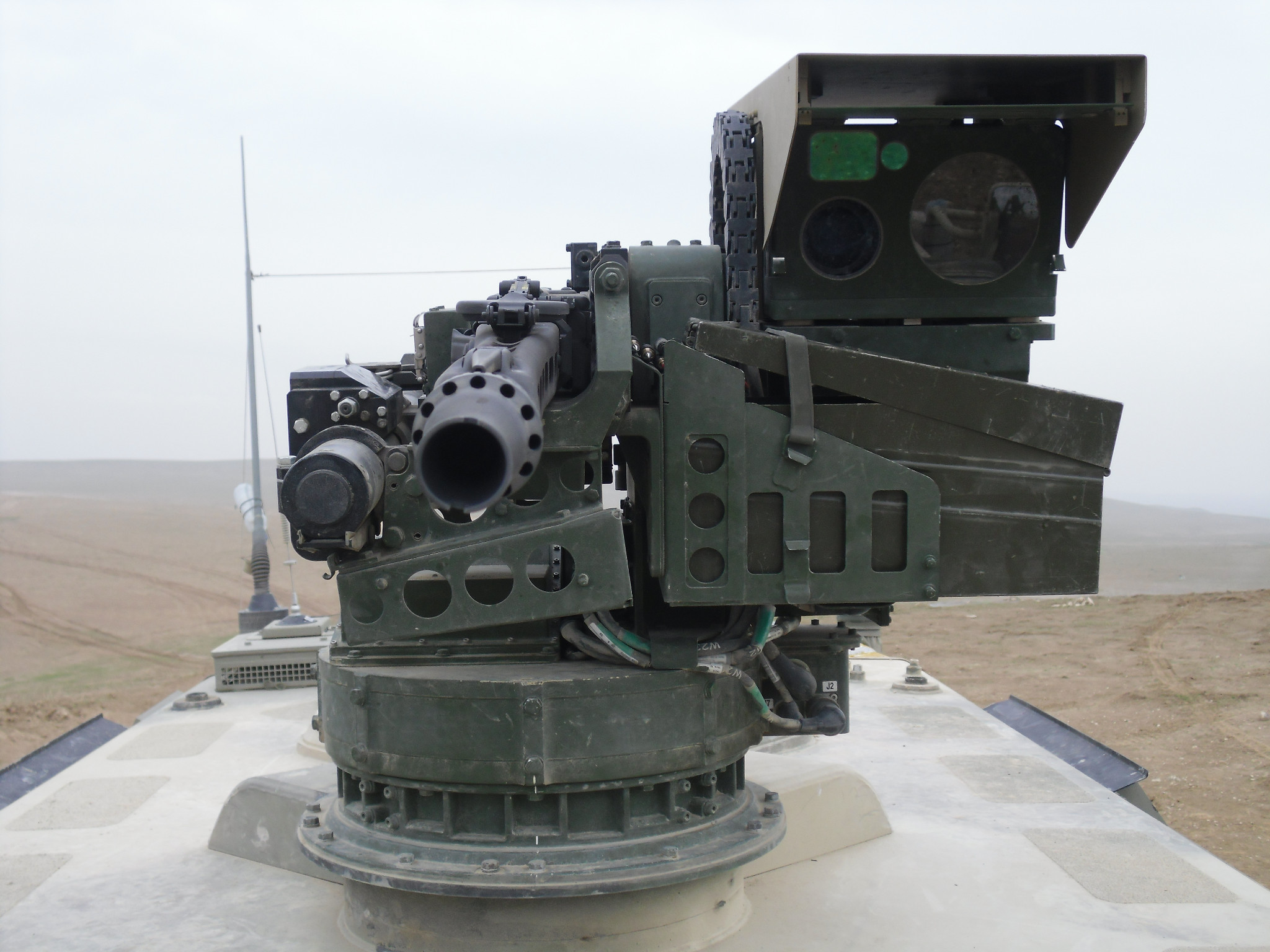
FLW100 avec MG3
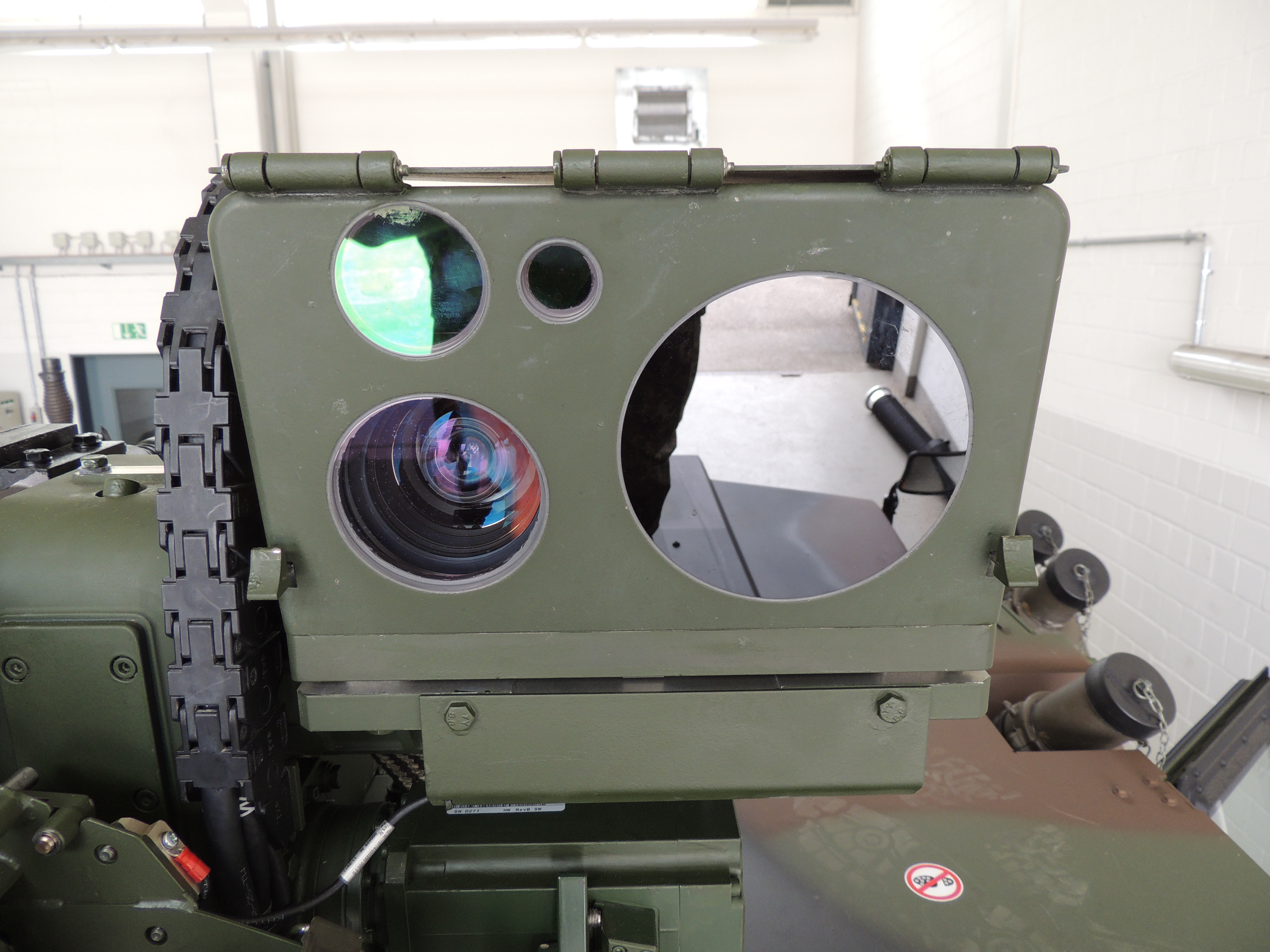
Tête de capteur LAZ 200 d'une station d'armes FLW 100

#### Soutien, génie
- Leguan
- HSTB

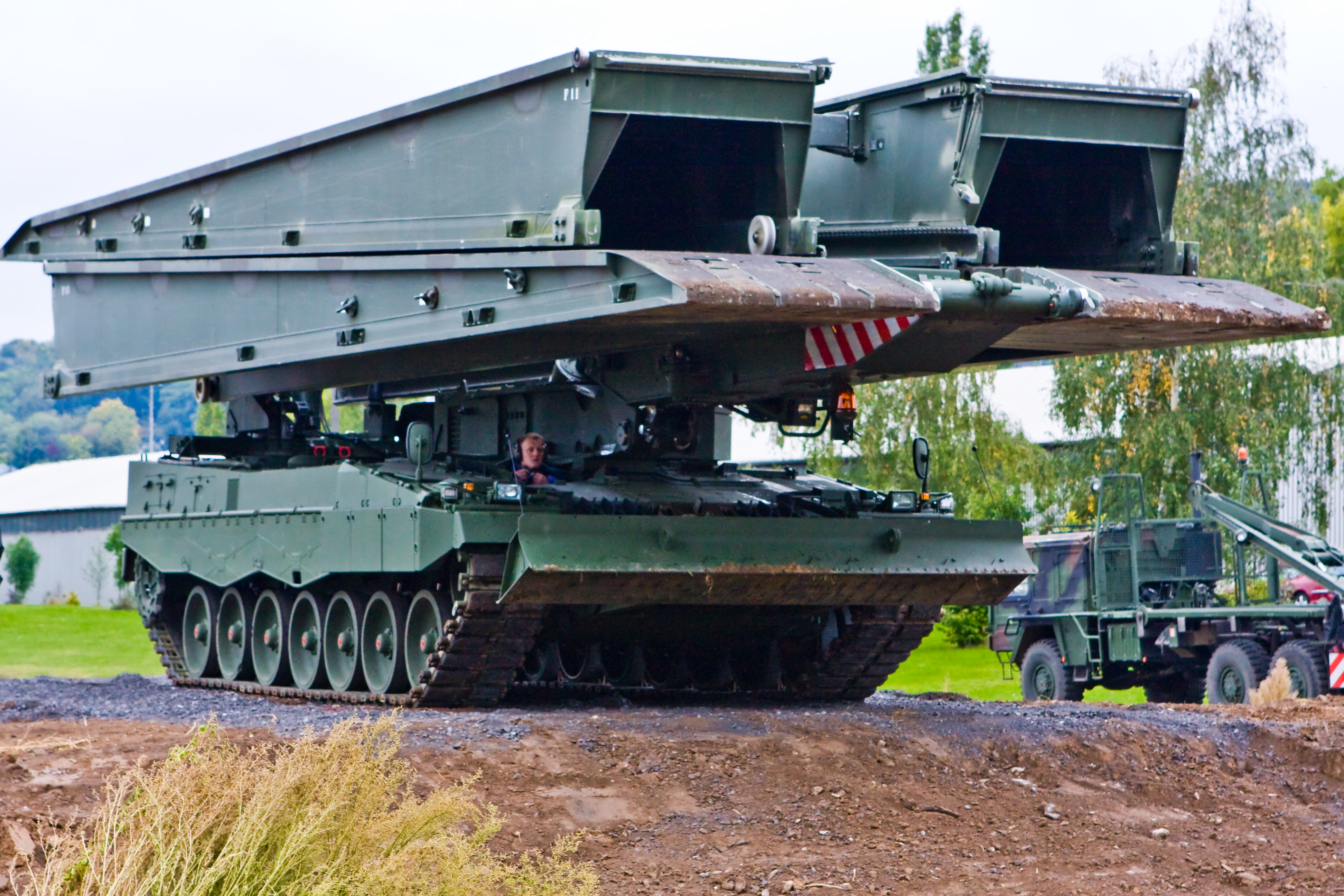
Char pont rapide Iguane

#### Armement individuel
- Cabines de véhicules
- MUCONPERS

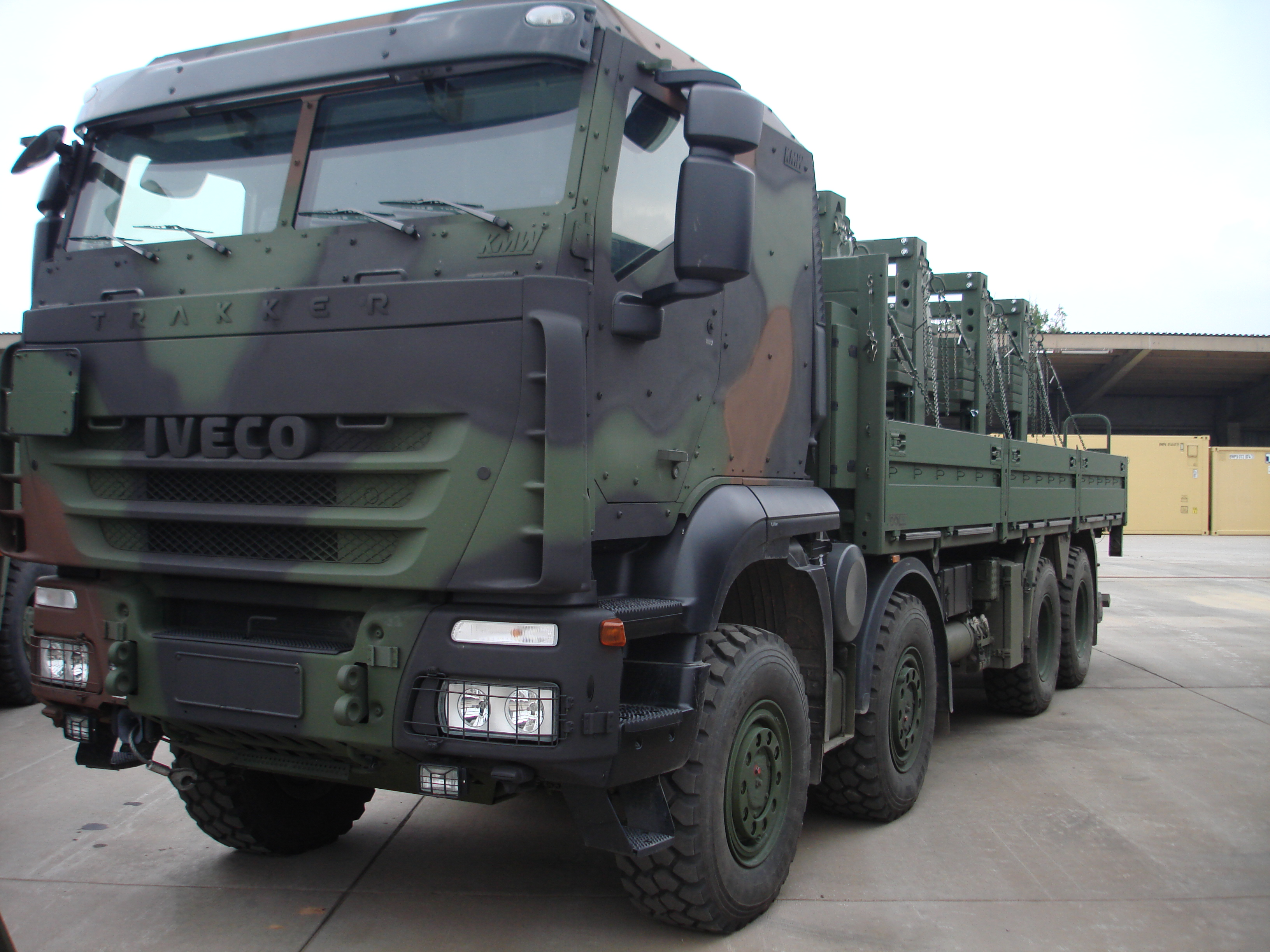
Armement Iveco Trakker GTF 8x8

#### NBC-Systemes
- Mungo A/C Spür

## Filiales de l'entreprise
- ATM Computer Systeme GmbH
- KMW Schweißtechnik GmbH
- HDVS Hellenic Defence Vehicle Systems
- Wegmann USA, Inc.
- DDVS Dutch Defense Vehicle Systems
- ARTEC GmbH
- PSM GmbH
- VPS Vehicle Protection Systems GmbH
- VPS de México S. A.
- WFEL Ltd. (mobile Brückensysteme)[4]
- Battle Tank Dismantling GmbH Koch (Rockensußra, Thüringen)
- DST Defence Service Tracks Remscheid